# Blackfriars Theatre
Blackfriars Theatre var två separata teatrar i London i England. De fick namnet eftersom de båda inhystes i det före detta klostret Blackfriars Priory (1317-1538). 
Det första Blackfriars Theatre bestod av pojkskådespelare ur Children of the Chapel, gossångarna vid kören i kungliga kapellet, som uppförde pjäser i det före detta klostrets sal mellan 1576 och 1584. 
Det andra Blackfriars Theatre inhystes i klostrets övre våning och en annan byggnad i det förra klostret mellan 1596 och 1642. Denna teater öppnades av James Burbage, som inredda lokalen till en teaterbyggnad. pojkskådespelare ur Children of the Chapel spelade där mellan 1600 och 1608, och King's Men mellan 1608 och 1642, då alla teatrar i London stängdes under engelska inbördeskriget. 